# Brigitte Henriques
Brigitte Maria de Jésus Catherine Olive coniugata Henriques (Saint-Germain-en-Laye, 4 marzo 1971) è una dirigente sportiva ed ex calciatrice francese; nel ruolo di centrocampista fu attiva fino al 1999 e vestì la maglia della nazionale francese tra il 1988 e il 1997.
Dopo il termine dell'attività agonistica ha ricoperto ruoli tecnici e dirigenziali in parallelo alla sua attività di insegnante; già segretario della federcalcio francese, nel 2017 ne divenne vicepresidente e, da giugno 2021, è presidente del Comitato olimpico del suo Paese, prima donna a ricoprire tale incarico.

## Biografia

### Attività sportiva
Originaria di Saint-Germain-en-Laye, si formò calcisticamente nella vicina Poissy, nella cui squadra crebbe fin dall'età di 12 anni; successivamente fu al Juvisy con cui si aggiudicò tre titoli di campione di Francia nel (1993-94 e consecutivamente nel 1995-96 e 1996-97); terminò la carriera nel Soyaux con cui trascorse i suoi ultimi due anni d'attività dal 1997 al 1999.
In nazionale debuttò nel 1988 contro l'Italia e disputò 31 incontri fino al 1997, ultimo avversario la Finlandia nelle qualificazioni per il campionato mondiale 1999; fu costretta a saltare la convocazione al campionato europeo 1996 a causa di un infortunio.

### Attività dirigenziale
Insegnante di educazione fisica dal 1993, quando era ancora in attività come giocatrice, mantenne tale impiego fino al 2011; durante tale periodo conseguì il patentino A UEFA di allenatrice e ottenne alcuni incarichi sia come tecnico federale e, in seguito, direttrice sportiva della squadra femminile del Paris Saint-Germain.
Lasciò l'insegnamento nel 2011 quando ricevette l'incarico di segretario generale della federcalcio francese, che tenne per sei anni prima di essere nominata vicepresidente dello stesso organismo nel 2017.
In tale anno fu anche insignita, per i suoi 36 anni di attività nel mondo del calcio, con l'onorificenza di cavaliere dell'Ordine nazionale al merito.
Insieme alla vicepresidenza della FFF giunse analogo incarico in seno al comitato olimpico francese.
Durante il suo periodo di attività federale fu anche capodelegazione della nazionale femminile, nonché responsabile dei progetti su Sport e disabilità e Calcio nelle scuole e, più recentemente, vicepresidente del comitato organizzatore del mondiale femminile 2019 ospitato dalla Francia.
Il 29 giugno 2021, con il 57,87% del voto dei delegati, Brigitte Henriques è divenuta la prima donna a ricoprire l'incarico di presidente del Comitato olimpico del suo Paese; il 14 ottobre successivo sono giunte le sue dimissioni da vicepresidente della federcalcio francese.

## Palmarès
- Campionato francese: 3 
Juvisy: 1993-1994, 1995-1996, 1996-1997